# El Karimia
 (mars 2019).
Si vous disposez d'ouvrages ou d'articles de référence ou si vous connaissez des sites web de qualité traitant du thème abordé ici, merci de compléter l'article en donnant les références utiles à sa vérifiabilité et en les liant à la section « Notes et références ».
El Karimia, anciennement Lamartine, est à la fois une daïra et une commune de la wilaya de Chlef en Algérie. El Karimia compte plus de 35 000 habitants et est située à 28 km au sud-est de Chlef, chef-lieu de la wilaya.

## Toponymie
Cette commune était appelée anciennement Lamartine en l'honneur d'Alphonse de Lamartine, politicien et poète français. [réf. souhaitée]

## Géographie
El Karimia est située entre les communes d'Oued Fodda, Harchoun, Sendjas et Beni Bouateb, sur l'oued Fodda à l'entrée des Portes de fer où il pénètre dans le massif de l'Ouarsenis par des gorges où est construit le premier barrage ou « petit barrage ».

## Infrastructures
Le barrage de Beni Bouateb est appelé aussi barrage Steeg, du nom d’un des gouverneurs de l'Algérie française[réf. nécessaire]. La construction du barrage commence en 1926 et se termine en 1932. Il est le premier des grands barrages construits en Algérie.[réf. souhaitée]
Ce barrage est considéré comme une infrastructure hydraulique de premier plan avec une capacité de 225 millions de mètres cubes couvrant la demande d’irrigation la rive gauche de la vallée de Chlef.[Passage à actualiser]

## Mosquées et lieux de culte
Il existe trois mosquées dans la commune d'El Karimia qui sont : la mosquée de l'émir Abdelkader, la mosquée de Ali Ibn Abi Taleb et la mosquée d'El Massoudi.

## Éducation
La commune est dotée de plusieurs établissements scolaires repartis à travers son territoire ; on peut citer les écoles primaires suivantes : École Mohamed Belacen, École Ibn Badis, École Ahmed Mekraz. Les collèges suivants : CEM de Hassiba Ben Bouali, CEM de Nahdj El Djamhouria, CEM Chafaa Elarbi, CEM de Ali Elachachi. Les lycées suivants : Lycée de Hassiba Ben Bouali et Lycée d'Eldjadida.

## Histoire

### Guerre d'Algérie
La région fut bombardée au napalm par l'armée française durant la guerre d'Algérie. La population, perchée dans une montagne, faisait face au massif montagneux de l'Ouarsenis, fief des maquisards algériens durant la guerre d'Algérie.

### Guerre civile algérienne
Durant la guerre civile algérienne des années 1990 (décennie noire), la population fut forcée à l'exil par les groupes armés, car pour ces derniers, elle représentait un passage vers les autres wilayas comme Tissemssilt, Ain Defla, Relizane, etc.